# Louis Buchalter

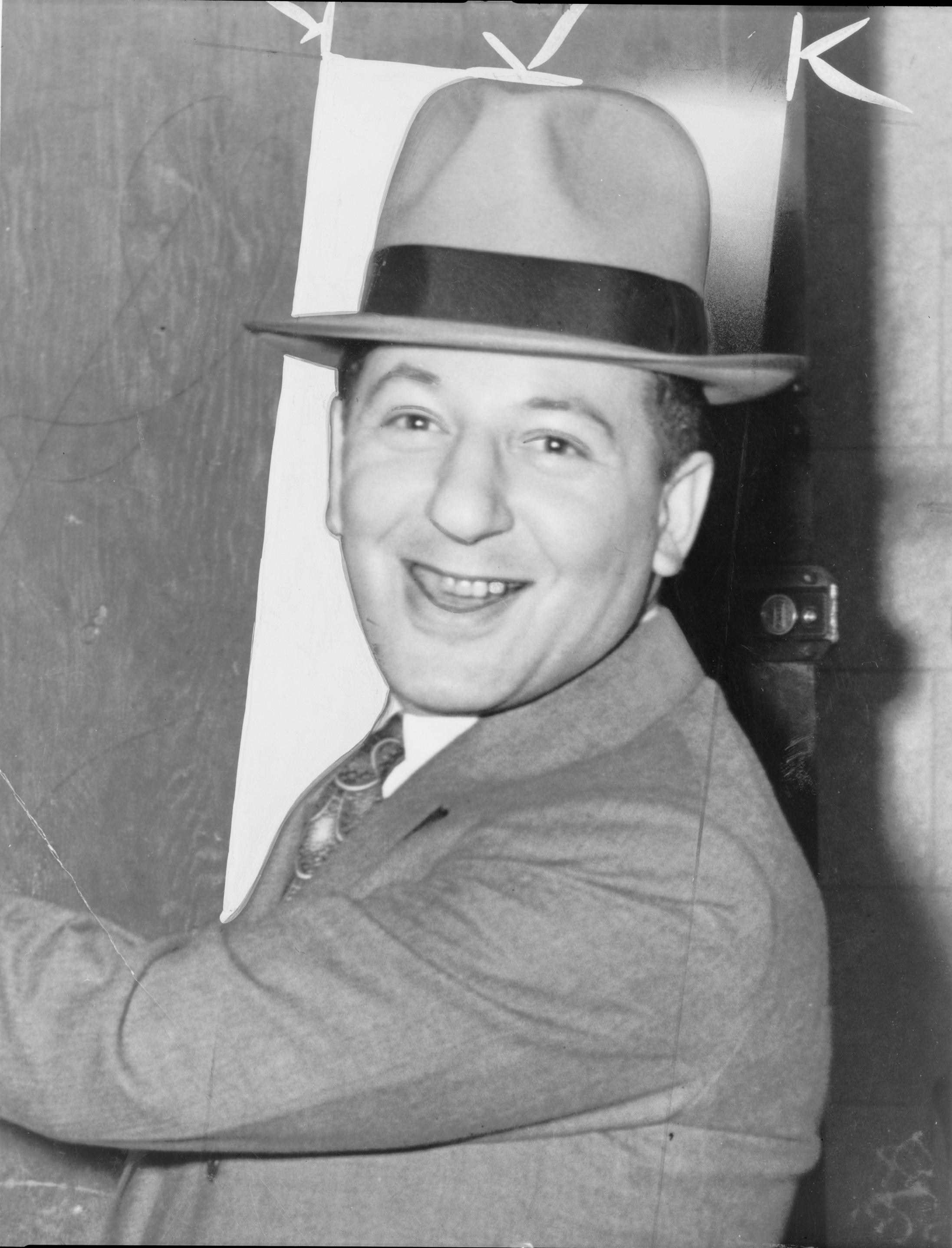
Louis „Lepke“ Buchalter, 1939

Louis „Lepke“ Buchalter (* 6. Februar 1897 in New York City; † 4. März 1944 im Gefängnis Sing Sing in Ossining, New York) war ein US-amerikanischer Mobster. Er zählte neben Albert Anastasia zur Führung der kriminellen Vereinigung Murder, Inc. und wird heute der Kosher Nostra zugerechnet.
Zu Beginn der 1930er Jahre erlangten Louis Buchalter und Jacob Shapiro durch die gewaltsame Unterwanderung örtlicher Gewerkschaften und die Übernahme verschiedener Transport- und Produktionsunternehmen beinahe die vollständige Kontrolle über die Textil- und Bekleidungsindustrie in dem Gebiet in und um New York City. Buchalter wird deshalb als einer der mächtigsten und skrupellosesten Gewerkschaftskriminellen in der Geschichte Amerikas angesehen und ist der bisher einzige hochrangige Angehörige des organisierten Verbrechens, der in den Vereinigten Staaten zum Tode verurteilt und hingerichtet worden ist.

## Biografie

### Frühe Jahre
Louis Buchalter war das Kind jüdischer Emigranten aus Russland in der Lower East Side von Manhattan (New York). Daher rührte auch sein Spitzname Lepke, eine Verballhornung des jiddischen „Lepkeleh“ (englisch Little Louis). Nach dem Tod des Vaters und der Erkrankung der Mutter, die daraufhin New York verließ und einen Kurort aufsuchte, war der junge Buchalter auf sich allein gestellt. Während seine Geschwister bereits Ausbildungen absolvierten oder ehrlichen Berufen nachgingen, brach er als einziges der Kinder die Schullaufbahn ab und begann mit kleinkriminellen Tätigkeiten seinen Lebensunterhalt zu verdienen.
Später wurde er Mitglied einer Straßenbande in Brownsville (New York), ein Stadtteil, in dem 1911 der wohl bedeutendste „Kosher Nostra“ eintraf: Meyer Lansky. Auf den Straßen von Brooklyn freundete Buchalter sich neben Meyer Lansky auch mit Benjamin „Bugsy“ Siegel an. Kurz nach dem Wegzug seiner Mutter 1912 nach Denver lernte Buchalter vermutlich Jacob „Gurrah“ Shapiro kennen, und gemeinsam spezialisierten sie sich auf Schutzgelderpressungen von Ladenbesitzern in der Lower East Side. 1915 wurde Lepke das erste Mal wegen diverser Einbrüche und Ladendiebstähle angeklagt, jedoch freigesprochen. Ende Februar 1916 wurde Buchalter zusammen mit einem Komplizen nach einem Einbruch in Bridgeport verhaftet und im Mai desselben Jahres zu einem Aufenthalt in einer Besserungsanstalt in Cheshire verurteilt. Nach der Entlassung im Juli 1917 auf Bewährung kehrte Buchalter wieder nach New York zurück und verdiente sich weiterhin mit Diebstählen seinen Lebensunterhalt. Bereits im September 1917 wurde er erneut verhaftet und wegen schweren Diebstahls angeklagt. Im Januar 1918 wurde Buchalter zu einer 18-monatigen Haftstrafe in Sing Sing verurteilt. Nachdem er zwischenzeitlich nach Auburn in das Staatsgefängnis Auburn Correctional Facility verlegt worden war, wurde er bereits nach einem Jahr entlassen.
1920 musste er erneut eine Gefängnisstrafe verbüßen, zu der er wegen Einbruchs verurteilt worden war. Diese Haftstrafe verbrachte er wieder in Sing Sing, am 6. März 1922 wurde er auf Bewährung entlassen. Direkt nach seiner Entlassung stieg er zusammen mit Jacob Shapiro 1922 in das „labor racketeering“ ein und wurde wie Shapiro Mitglied der Bande von Jacob „Little Augie“ Orgen. Eintrittskarte der Mobster, insbesondere in den Garment District von Manhattan, war die Unterstützung von Streikbrechern. Der Bezirk hatte diese Bezeichnung erhalten, weil sich dort ein Schwerpunkt von angesiedelten „Sweatshops“ der Bekleidungsindustrie (en: garment) gebildet hatte.

### Unterwanderung der Gewerkschaften und Gründung der Murder Inc.
Im so genannten Vierten „labor slugger war“ ermordeten Buchalter und Shapiro vermutlich den Anführer ihrer Bande Jacob Orgen und übernahmen gemeinschaftlich dessen Position. Direkt nach dem Drive-by-Shooting wurden die beiden wegen des Mordes an Orgen und des versuchten Mordes an dessen Geschäftspartner und Bodyguard Jack „Legs“ Diamond festgenommen, die Anklage wegen mangelnder Beweise jedoch fallengelassen.
Shapiro und Buchalter konzentrierten sich von da an gemeinsam auf die Unterwanderung der örtlichen Gewerkschaften durch ihre Gefolgsleute. Die sich bildenden mafiösen Strukturen innerhalb der Gewerkschaften ermöglichten es ihnen, Einfluss auf die verschiedensten Arbeitsgewerbe zu nehmen. Buchalter heuerte zahlreiche Männer an, die Erpressungen und Mordaufträge ausführen sollten, um die kriminellen Aktivitäten abzusichern und massiv auszuweiten. Damit schuf er eine der Grundlagen der „Murder, Inc.“. Letztlich konnten Buchalter und Shapiro somit de facto ein Kartell errichten, mit dem sie den jeweiligen Markt beherrschten.
Als die Öffentlichkeit allmählich auf das Ausmaß des Konglomerats von Verbrecherbanden in New York aufmerksam wurde und die Staatsanwaltschaft die Strukturen hinter den mafiösen Gebilden zu durchleuchten begann, wurde der Druck auf Buchalter und andere kriminelle Führungspersönlichkeiten groß. Bandenführer Dutch Schultz, der mit einer Verurteilung rechnen musste, war deshalb der Ansicht, nur durch die Ermordung des Staatsanwaltes Thomas E. Dewey einer Verurteilung zu entgehen, und bat das National Crime Syndicate um die Erlaubnis, Dewey töten zu dürfen.
Während Albert Anastasia und Jacob Shapiro ihm zustimmten, stieß der Wunsch bei den restlichen Führungskräften wie Lucky Luciano und Buchalter auf Ablehnung, da sie befürchteten, dadurch nur noch mehr in den Fokus der Öffentlichkeit zu geraten. Schultz wollte dennoch den Mord an Staatsanwalt Dewey ausführen lassen, weswegen das „National Crime Syndicate“ beschloss, Schultz zu ermorden, und er und drei seiner Gefolgsleute am 23. Oktober 1935 von zwei Mitgliedern der Murder Inc. erschossen wurden.
Nach dem Tod von Schultz setzte Dewey den Schwerpunkt seiner Ermittlungen nun auf Shapiro und Buchalter. Als Dewey glaubte, genug Beweise gegen die Bandenchefs gesichert zu haben, um eine Verurteilung zu erwirken, leitete die New Yorker Polizeiabteilung eine bundesweite Fahndung ein und sorgte für eine großflächige Verteilung von Steckbriefen der Gesuchten. Buchalter, dem eine Anklage wegen Drogenschmuggels drohte, zog es vor unterzutauchen. Er lebte nun in kleinen Wohnungen in New York und begann damit, potentielle Belastungszeugen hinsichtlich seiner Verwicklung in Straftaten von der Murder Inc. ermorden zu lassen.
1939 verlor Buchalter die Unterstützung anderer hochrangiger Figuren des organisierten Verbrechens. Man verlangte, dass sich Buchalter den Behörden stelle, um die Ermittlungsbehörden ruhig zu stellen, und drohte damit, andernfalls selbst das Ende seiner Gruppe und seiner Macht herbeizuführen. Buchalter folgte dem Begehren, um einerseits einen Bandenkrieg zu verhindern, und andererseits, weil man ihm gegenüber vorgab, es bestünde ein angeblicher Deal mit dem Direktor des FBI Edgar Hoover bezüglich einer Höchststrafe.

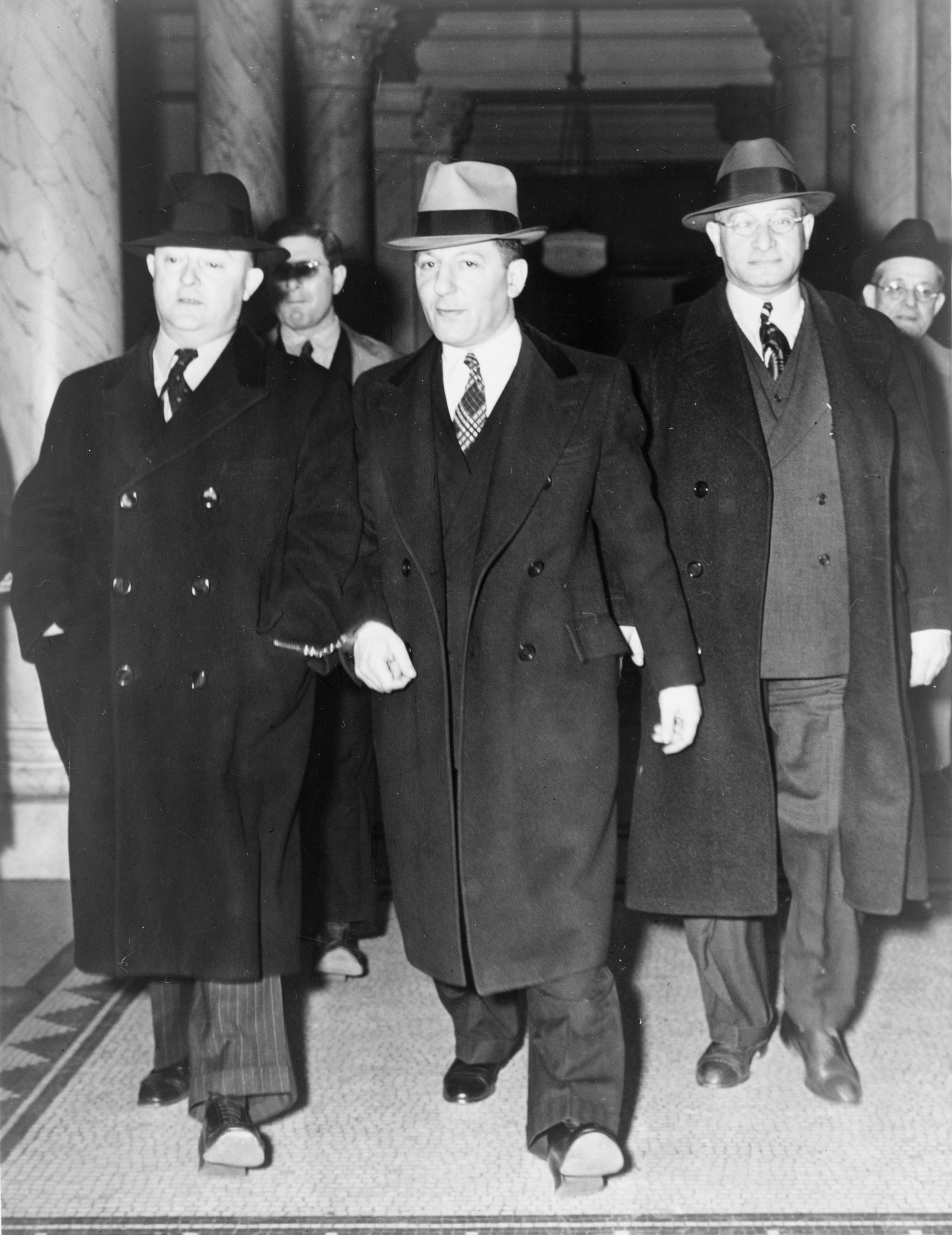
Louis „Lepke“ Buchalter (Mitte) und J. Edgar Hoover (links); 1939

Louis Buchalter stellte sich den Behörden, nachdem er sich zuvor mit Hoover getroffen hatte, um dem FBI-Direktor eine medienwirksame Verhaftung zu bescheren. Dass keine Abmachung hinsichtlich einer Höchststrafe bestand, wurde Buchalter noch während seiner Festnahme deutlich gemacht, als ihn Hoover persönlich fragte:

“Where are all your high and mighty and influential friends now, Mr. Buchalter ?”

„Wo sind Ihre allmächtigen und einflussreichen Freunde jetzt, Mr. Buchalter ?“

Man verurteilte Buchalter im anschließenden Strafverfahren zu einer Haftstrafe von 14 Jahren wegen Drogenschmuggels. Die Haftzeit wurde aber dann in einem weiteren Prozess wegen der Beteiligung an der Unterwanderung der Gewerkschaften auf 30 Jahre verlängert.

### Abe Reles und Joseph Rosen
Als 1940 der Staatsanwalt von Kings County, William O’Dwyer, das Bandenmitglied Abe Reles wegen Beteiligung an einem Mord anklagte, lieferte dieser der Staatsanwaltschaft ausführliche Informationen über die Machenschaften seiner Organisation und ungeklärte Mordfälle, um selbst Strafmilderung zu erlangen.
So enthüllte er u. a. die Ermordung des Süßwarenhändlers Joseph Rosen, die vier Jahre lang als ungelöster Polizeifall gegolten hatte. Rosen war am 12./13. September 1936 in seinem Geschäft in Brownsville (New York City) erschossen worden. Laut Reles ordnete Louis Buchalter die Ermordung Rosens an, an deren Planung und Ausführung Harry Strauss, James Ferraco, Emanuel Weiss, Sholem Bernstein, Philip Cohen und Louis Capone beteiligt gewesen waren. Joseph Rosen war der frühere Eigentümer einer Spedition gewesen, die Kleidung aus Pennsylvania transportierte, die dort in gewerkschaftsfreien Nähereien produziert worden war. Als Buchalter in den 30er Jahren mit einem Zuliefererstopp Händler erpressen wollte, die sich bisher geweigert hatten, Beiträge an Buchalters Gewerkschaftsimperium zu zahlen, wurde auch Joseph Rosen dazu gezwungen, keine Waren mehr an diese Händler zu liefern oder deren Waren abzunehmen. Der Auftragsmangel sorgte dafür, dass Rosen seine Spedition schließen musste. Ab diesem Zeitpunkt verlangte Rosen sowohl neue Arbeit als auch Wiedergutmachungszahlungen von Buchalter, der zunächst versuchte, die Wünsche des ehemaligen Speditionseigentümers zu erfüllen. Doch Rosen war nicht zufrieden zu stellen und wandte sich an seinen Freund, den Mobster Max Rubin, der mit Buchalter verhandelte. Schließlich einigte man sich, Rosen einen Süßwarenladen (am.: „Candy Store“) zu überlassen, den er allerdings ruinierte. Wegen seiner neuen Forderungen und Drohungen, er würde den Staatsanwalt über Buchalters Machenschaften informieren, war er zu einer Gefahr für Buchalter geworden.

### Das Ende

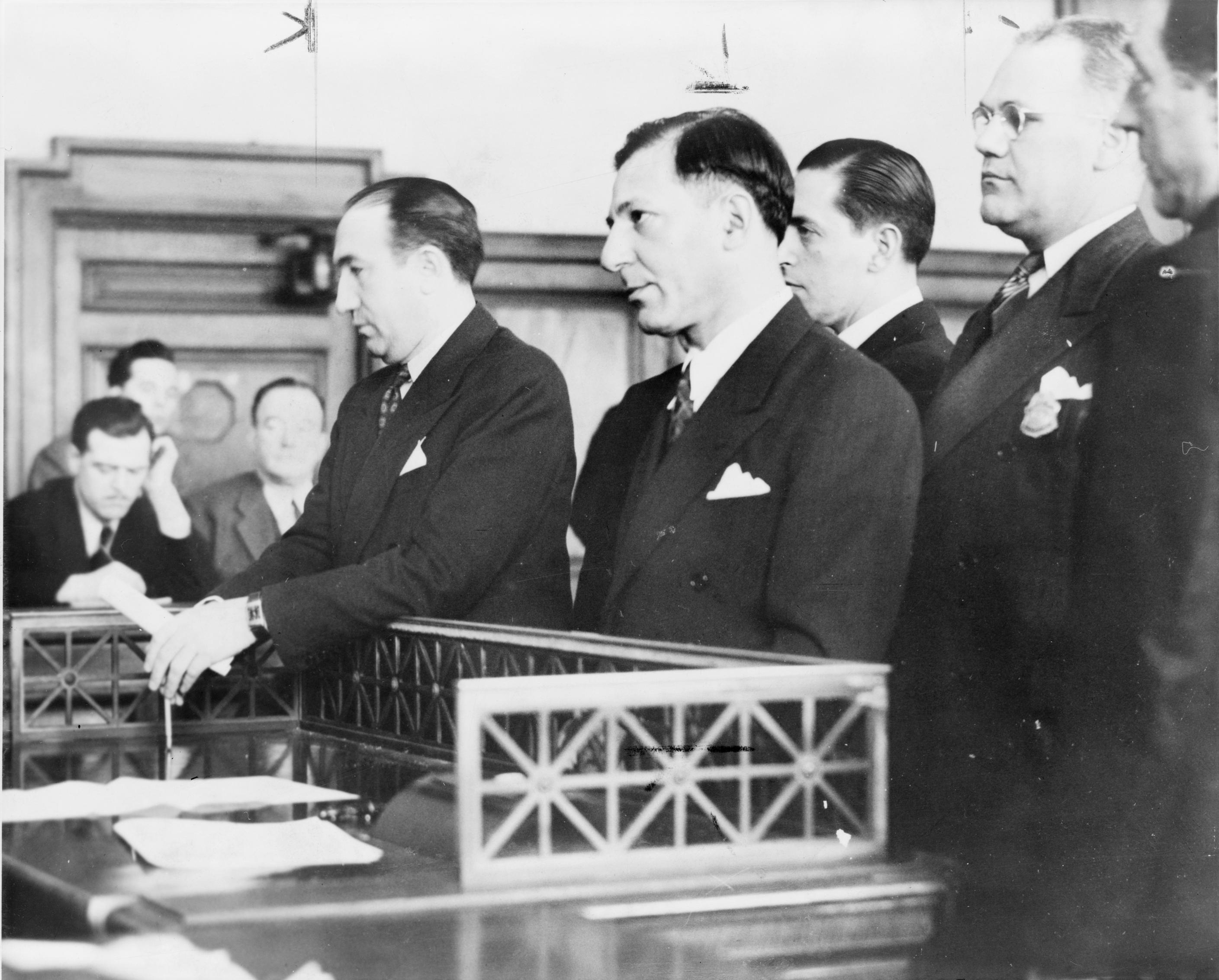
Louis „Lepke“ Buchalter vor Gericht; 2. Dezember 1941

Als auch die Auftragsmörder Seymour Magoon und Albert Tannenbaum zu Informanten der Justiz wurden und gegen Buchalter und seine Handlanger aussagten, war dessen Schicksal besiegelt. Buchalter unterschätzte offenbar die mögliche Belastung durch Tannenbaum, da dieser in den Mord an Rosen nicht verwickelt war und nie direkte Mordaufträge von Buchalter bekommen hatte. Allerdings hatte Tannenbaum den Mord an Irv Ashkenaz, der der Polizei über den Einfluss Buchalters auf Taxi-Unternehmen berichtet hatte, genau an dem Tag ausgeführt, als Buchalter sehr aufgebracht über Rosen war. Tannenbaum, der Buchalter berichten wollte, fand einen wütenden Boss vor, der gegenüber Rubin aussagte, dass Rosen niemals gegenüber dem Staatsanwalt Dewey würde aussagen können. Auf diese Weise wurde durch die Zeugenaussage von Tannenbaum der Mordauftrag an Rosen durch Buchalter belegt, da Rosen zwei Tage später ermordet wurde. Max Rubin, der durch sein früheres Gespräch mit Buchalter ein potentieller Belastungszeuge im Mordfall Joseph Rosen geworden war, sollte ebenfalls auf Drängen Buchalters ermordet werden. Nachdem ein erster Mordanschlag fehlgeschlagen war und Rubin einen Kopfschuss überlebt hatte, wurde Seymour Magoon von Emanuel Weiss angeheuert, um den Auftrag zu Ende zu bringen. Bevor es dazu kommen konnte, wurde Magoon von Polizisten, die Rubin beschützten, verhaftet. So sollten später neben Albert Tannenbaum sowohl Max Rubin als auch Seymour Magoon gegen Buchalter, Emanuel Weiss und Louis Capone im Mordfall Joseph Rosen aussagen.
Im Dezember 1941 endete der Prozess und eine Jury befand die drei Angeklagten für schuldig. Man verurteilte Buchalter und seine beiden Handlanger Weiss und Capone wegen des Mordes an Joseph Rosen zum Tode. Die ebenfalls an dem Mord an Joseph Rosen Beteiligten Harry Strauss (1941 hingerichtet) und James Ferraco waren bereits vor Verfahrensbeginn nicht mehr am Leben. Lediglich der Fluchtwagenfahrer Sholem Bernstein erlangte Strafmilderung, da er als Belastungszeuge gegen seine Komplizen aussagte. Der zunächst ebenfalls von der Anklage erfasste Philip Cohen wurde aus nicht näher bekannten Gründen wieder von der Angeklagtenliste gestrichen, wegen Drogenschmuggels allerdings zu einer Haftstrafe verurteilt und nach seiner Entlassung 1949 in New York erschossen.
Die Verteidigung der drei Verurteilten versuchte mit allen Mitteln, die Wiederaufnahme des Verfahrens durchzusetzen und gegen die Urteile vorzugehen. So wurde die Hinrichtung, die eigentlich für den 2. Januar 1942 vorgesehen war, über zwei Jahre hinausgezögert. Der Fall beschäftigte schließlich sogar den Obersten Gerichtshof der Vereinigten Staaten, der die Todesurteile jedoch bestätigte. Damit waren alle Rechtsmittel erschöpft.
Das hielt die Verteidigung der Verurteilten jedoch nicht davon ab, weiterhin die Wiederaufnahme des Verfahrens zu fordern. Dabei beriefen sich Capone und Weiss insbesondere auf das Vorliegen neuer, entlastender Beweise. So standen nun eidesstattliche Erklärungen der Geschwister des Auftragsmörders Harry Maione, eines Mithäftlings und eines Gefängniswärters zur Verfügung, dass Maione kurz vor seiner Hinrichtung den Mord an Joseph Rosen gestanden und die Tat zusammen mit Frank Abbandando und Martin Goldstein begangen hatte. Da alle drei bereits wegen anderer Morde verurteilt und hingerichtet worden waren, wurden die Anträge abgewiesen, worauf die Verteidigung das Gericht der Voreingenommenheit beschuldigte und erneut eine Wiederaufnahme des Verfahrens verlangte. Trotz der neuen Beweislage weigerte sich der Court of Appeals, dem Antrag stattzugeben. Buchalter bot für eine Wiederaufnahme des Verfahrens auch die Preisgabe von Informationen an, welche die Beteiligung von ranghohen Gewerkschaftern und Politikern an Straftaten bis hin zu Mord betrafen. Nach der Erkenntnis, dass Gouverneur Dewey die Todesurteile höchstens in eine lebenslange Haft umwandeln würde, lehnte Buchalter es ab, Enthüllungen zu machen.
Auf Grund der Ermittlungen des ehemaligen Staatsanwalts Dewey war auch Jacob Shapiro längst inhaftiert. Dieser schrieb seinem Freund und früheren Kollegen Buchalter einen Brief mit den Worten „Ich habe es dir gesagt“ (I told you so). Gemeint war damit Buchalters ablehnende Haltung bezüglich der Bitte von Dutch Schultz aus dem Jahre 1935, die auch von Shapiro unterstützt worden war, den ermittelnden Staatsanwalt töten zu dürfen. Louis Buchalter wurde, nachdem das letzte Gnadengesuch von Dewey, dem Staatsanwalt, dessen Ermordung Buchalter damals verhindert hatte, und mittlerweile Gouverneur von New York, abgelehnt worden war, am Samstag, dem 4. März 1944, in Sing Sing auf dem elektrischen Stuhl hingerichtet. Am selben Tag, wenige Minuten vor Buchalters Hinrichtung, wurden auch dessen Handlanger Emanuel Weiss und Louis Capone hingerichtet.
Beerdigt wurde Louis Buchalter auf dem Friedhof Mount Hebron in Queens, New York.

### Sonstiges
Buchalter war Inhaber des 1942 eröffneten Nachtclubs Riobamba in Manhattan. Da er sich zu dieser Zeit bereits im Gefängnis befand, führte seine Ehefrau Betty Buchalter die Geschäfte. Als Manager fungierten Linton D. Weil und Arthur Jawitz, später bekannt unter dem Namen Arthur Jarwood. In dem Club hatte Frank Sinatra 1943 sein Solo-Debüt. Das Etablissement gehörte zu dieser Zeit zu den populärsten Nachtclubs der Stadt. Weitere bekannte Künstler, die vorübergehend engagiert wurden, waren Dean Martin, Hannah Williams und Jane Froman.
Als Buchalter im Frühling 1944 hingerichtet wurde, stand auch das Ende des Riobamba bevor. Der Betrieb wurde schließlich wegen Steuerhinterziehung eingestellt. Nach dem Tod ihres Mannes heiratete Betty Buchalter den früheren Manager des Clubs Arthur Jarwood.

## In Film und Fernsehen
- 1960 wurde er im Film Unterwelt von David J. Stewart dargestellt.
- Der 1975 produzierte amerikanische Spielfilm Der Gangsterboss von New York (Lepke) mit Tony Curtis in der Titelrolle basiert auf Buchalters Leben.
- Louis Buchalter findet Erwähnung in der Serie Die Sopranos (Staffel 1, Folge 10).